# COVID-19 у Донецькій області
Коронаві́русна хворо́ба 2019 у Доне́цькій о́бласті — розповсюдження пандемії коронавірусу територією Донецької області.
Перший випадок появи коронавірусної хвороби було виявлено на території Донеччини 18 березня 2020 року.
| Район/місто                 | Виявлено |
| --------------------------- | -------- |
| м. Бахмут                   | 10       |
| м. Білозерське              | 1        |
| Великоновосілківський район | 1        |
| Волноваський район          | 2        |
| м. Дружківка                | 2        |
| м. Костянтинівка            | 5        |
| Костянтинівський район      | 1        |
| м. Краматорськ              | 7        |
| м. Курахове                 | 1        |
| Мангушський район           | 7        |
| м. Маріуполь                | 106      |
| Мар'їнський район           | 1        |
| м. Мирноград                | 1        |
| Нікольський район           | 4        |
| м. Покровськ                | 2        |
| Покровський район           | 1        |
| м. Світлодарськ             | 1        |
| м. Святогірськ              | 1        |
| м. Слов'янськ               | 37       |
| Слов'янський район          | 3        |
| м. Торецьк                  | 1        |
| Донецька область            | 195      |

## Хронологія

### 2020
17 березня в Бахмуті запроваджено карантин.
18 березня у Донецькій області було підтверджено перший випадок коронавірусу. Інфікованим виявився 52-річний чоловік, жителя Маріуполя, котрий повернувся з Єгипту.
21 березня в Донецькій області зафіксовано перший випадок коронавірусу, в регіоні оголосили надзвичайну ситуацію.
26 березня на Донеччині було виявлено другий випадок коронавірусу, позитивні аналізи виявилися у 55-річної жительки Бахмуту.
31 березня на Донеччині загалом 6 лабораторно підтверджених випадків COVID-19: 5 у Маріуполі та 1 — у Бахмуті.
1 квітня на Донеччині було виявленно сьомий випадок коронавірусу, позитивні аналізи виявили у жительки міста Білозерське.
6 квітня в області зафіксовано перший летальний випадок, помер 84-річний чоловік.
25 квітня в Донецькій області виявлено +25 випадків COVID-19.
15 червня на Донеччині за добу зафіксовано 42 нових випадки.
14 липня в Донецькій області послабили карантин, місцевому бізнесу було дозволено працювати до 23:00.
24 вересня в області виявлено 133 нових випадки.

### 2021
6 квітня у Слов'янську було посилено карантин, зокрема, було заборонено масові заходи.
11 травня карантин було послаблено в Слов'янську, було відкрито школи, спортивні заклади тощо.
У вересні в Маріуполі було утилізовано 1 тисячу вакцин Moderna, у якої закінчився термін придатності.

## Запобіжні заходи
З 12 березня на Донеччині запровадили карантин, котрий як планувалося буде тривати до 3 квітня, були заборонені: масові заходи, концерти, спортивні змагання. На три тижні було зачинено усі навчальні заклади.
З 16 березня було обмежено перетин контрольних пунктів в'їзду-виїзду (КПВВ) в обох напрямках на та з тимчасово окупованих частин Донецької та Луганської областей.
З 6 червня Укрзалізниця призупинила продаж квитків до Слов'янська через різке збільшення кількості випадків захворювання у місті.

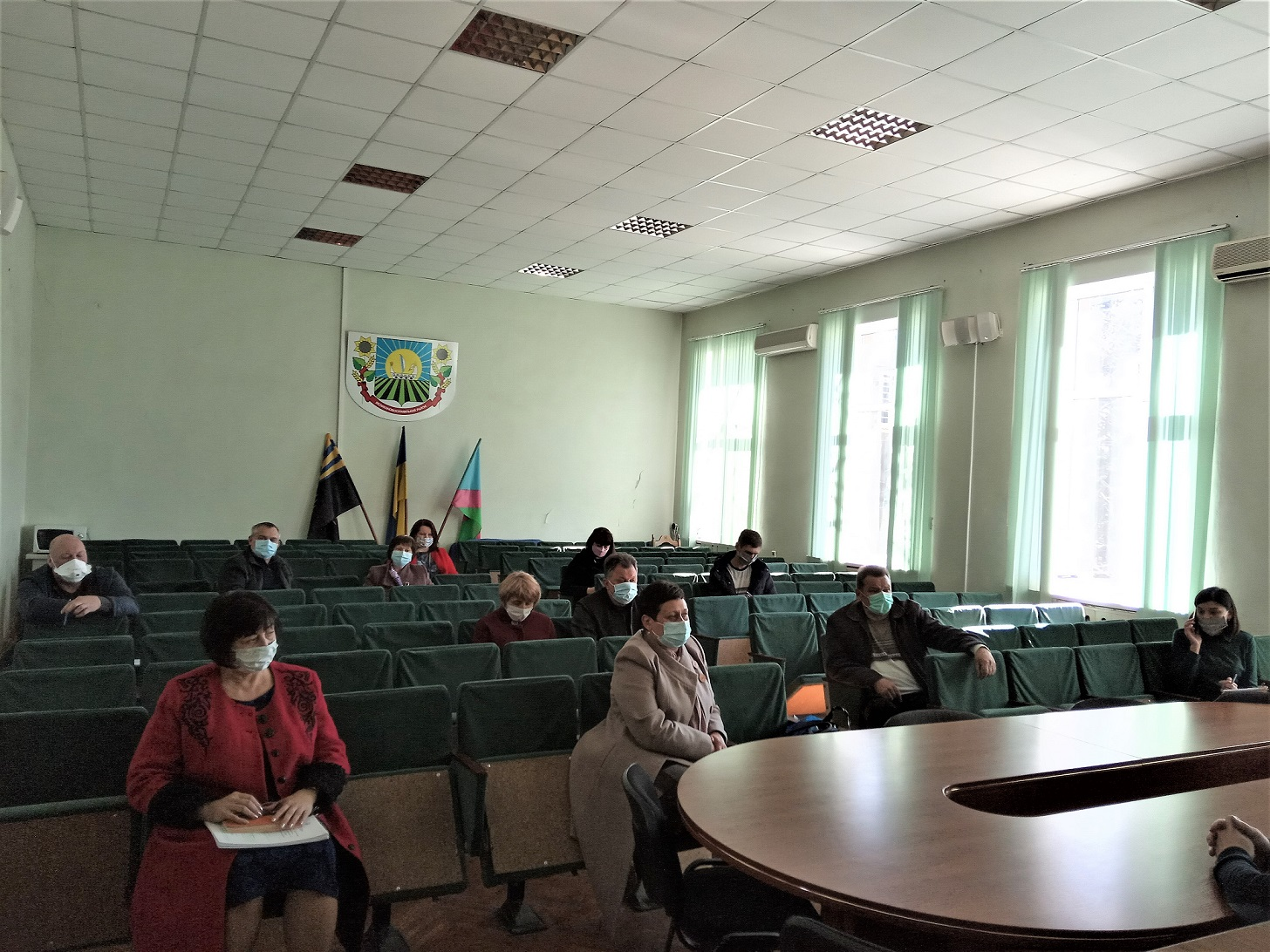
Засідання штабу з ліквідації наслідків надзвичайної ситуації у Великоновосілківському районі